# فريسنيدوسو دي إيبور
بلدية فريسنيدوسو دي إبيار (بالإسبانية: Fresnedoso de Ibor)‏، هي بلدية تقع في مقاطعة قصرش والتي تقع في منطقة إكستريمادورا، غرب إسبانيا.
يبلغ عدد سكانها 344 نسمة وفقاً لإحصائية سنة (2002).